# Джон Чандос
Сър Джон Чандос (Sir John Chandos) (1320 – 1369 или 1370) е приятел и съмишленик на известния английски военачалник от Стогодишната война Едуард, Черния принц. Благодарение на своята вярна служба той става конетабъл (тоест върховен главнокомандващ) на Аквитания и сенешал на Поату.
Син е на сър Едуард Чандос, който проследява своите предци чак до времето на Уилям Завоевателя. Въпреки това той е по-скоро парий в сравнение с останалите командири на крал Едуард III. От съвсем млад участва в почти всички английски кампании във Франция – в обсадата на Камбре (1337), в битките при Креси (1346) и Уинчелси (1350), в похода на крал Едуард III срещу Реймс и Париж (1359 – 1360). Особено голяма е ролята му в битката при Поатие през 1356 г., когато именно той съветва принц Едуард да атакува френските рицари с конницата си. Заради това получава голям годишен доход и земи в Линкълншър. През 1360 г. участва активно в преговорите в Бретини, а после като конетабъл осигурва административно присъединяването на новите територии към Аквитания. През 1364 г. крал Едуард III го изпраща в Бретан, където войната за наследството навлиза в решителна фаза. На 29 септември в битката при Оре Чандос разбива французите и убива техния претендент Шарл дьо Блоа. Това утвърждава Жан дьо Монфор като херцог, а пленяването на Бертран дю Геклен – любимия генерал на френски крал – носи на Чандос слава и значителна част от откупа.
След този върхов момент в кариерата си Джон Чандос се връща в Аквитания. Участва в испанската експедици на Черния принц и в битката при Нахера (1367). Постепенно обаче отношенита им се влошават, защото генералът не одобрява грабителския характер на английското управление. Когато принцът налага нов данък (1368 г.), Чандос подава оставка и се оттегля в своите владения в Нормандия. Едуард го връща на служба в края на годината, тъй като назрява нов конфликт с Франция. През 1369 г. аквитанските барони отправят апел към Шарл V за подновване на войната. Поставен по такъв начин под натиск, Черният принц назначава Чандос за сенешал на най-северните си владения в Поату. Там генералът енергично се противопоставя на французите, но ненадейно е ранен в една малка схватка. Умира на 31 декември 1369 или на 1 януари 1370 г.
Джон Чандос е пример за рицарска галантност и честност, затова става един от основателите на известния Орден на жартиерата. Когато новините за смъртта му достигат Бордо и Лондон, Черният принц и кралят са дълбоко опечалени. Липсата му се чувства в следващите години, когато големи части от Аквитания се връщат под френска власт. Интересно е да се знае, че дори негови противници на бойното поле като Дю Геклен отбелзват кончината му с три дни на траур.